# Мартинела (Бергамо)
Мартинела је насеље у Италији у округу Бергамо, региону Ломбардија.
Према процени из 2011. у насељу је живело 92 становника. Насеље се налази на надморској висини од 272 м.